# Édouard Mazères
Édouard-Joseph-Ennemond Mazéres, född 1796, död 1866, var en fransk teaterförfattare.
Mazères  författade dels ensam, dels som medarbetare ett större antal lustspel, bland vilka flera rönte stor framgång: Le jeune mari (1826; "Den unge gifte mannen", uppförd 1828), L’oncle d’Amérique (1826), La quarantaine (1827; "Quarantainen", uppförd samma år) och Le charlatanisme (1828; "Charlataneriet", uppförd 1846), de tre sistnämnda i förening med Scribe, samt L’enfant trouvé (1824) med flera i förening med Picard. Mazères valda arbeten kallas Comédies et souvenirs (3 band, 1858).